# Quersee
Von Quersee spricht man, wenn ein Wasserfahrzeug seitlich von Wasserwellen erfasst wird. Durch deren regelmäßiges Auftreten oder deren Größe besteht die Gefahr, dass
- das Wasserfahrzeug strukturell überlastet wird oder zum Kentern gebracht wird,
- dass Schäden durch Seeschlag in Bereichen entstehen, die normalerweise nicht vom Seegang betroffen sind, und
- dass Frachtgut beschädigt wird oder verrutscht (was Stabilitätsprobleme nach sich ziehen kann, bis hin zum Kentern).

Als Quersee können Wellen in Frage kommen, die aus einem seitlichen Bereich auftreffen, der (0 Grad ist vorne) zwischen 45 Grad und 135 Grad liegt. Auch Wellen, die für sich genommen harmlos sind, können ein Aufschaukeln des Wasserfahrzeuges bewirken und damit zum Kentern führen (Resonanzeffekt).